# کلر (نام خانوادگی)
کلر (Clair) یک نام خانوادگی فرانسوی است و ممکن است به یکی از موارد زیر اشاره داشته باشد:
- سیرییل کلر
- رنه کلر